# الگوریتم قلدر

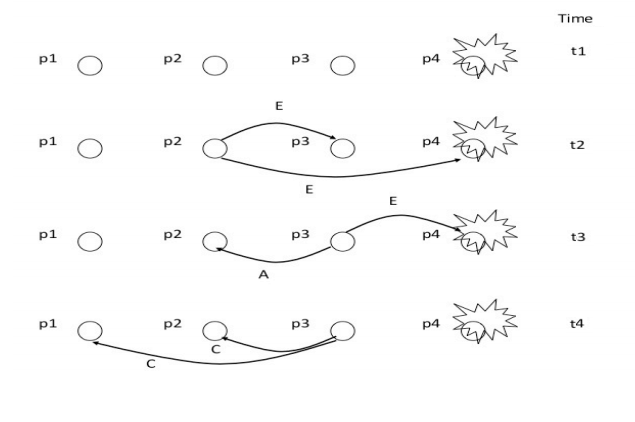
الگوریتم قلدر

الگوریتم قلدر یا الگوریتم بولی (به انگلیسی: Bully algorithm) یکی از الگوریتم‌های انتخاب هماهنگ‌کننده در سیستم‌های توزیع شده است که اولین بار توسط گارسیا-مولینا در سال ۱۹۸۲ ارائه شد.

## الگوریتم
وقتی یکی از فرایندها مثلاً الف متوجه می‌شود که هماهنگ‌کننده فعلی دیگر به درخواست‌ها پاسخ نمی‌دهد، عملیات گزینش را به ترتیب زیر آغاز می‌کند:
۱-فرایند الف یک پیام انتخابات به تمامی فرایندهایی که شماره آنها بالاتر از الف است ارسال می‌کند.
۲-اگر هیچ پاسخی دریافت نکند، الف برنده شده و هماهنگ‌کننده می‌شود.
۳-اگر یکی از فرایندهای فعال بالاتر پاسخ دهد، اوهماهنگ‌کننده خواهد بود و وظیفه الف به پایان می‌رسد.
یک فرایند فقط می‌تواند از فرایند پایین‌تر از خود پیام انتخابات دریافت کند و وقتی یک فرایند پیام انتخابات دریافت کرد، پیام اوکی به فرستنده برمی‌گرداند و مسئولیت را به عهده می‌گیرد.